# Telski Atlas
Telski Atlas (arabsko الاطلس التلي, latinizirano: al-ʾaṭlas al-tlī) je gorska veriga, dolga več kot 1500 km, ki pripada gorovju Atlas v Severni Afriki in se razteza predvsem čez severno Alžirijo, s koncema v obeh severovzhodni Maroko in severozahodna Tunizija.
Območja tega sistema imajo povprečno višino okoli 1500 m in tvorijo naravno pregrado med Sredozemljem in Saharo. Njegov najvišji vrh je 2308 m visoka Lalla Khedidja v pogorju Jurjura.
Več velikih mest, kot sta alžirska prestolnica Alžir s 3.154.792 prebivalci (2015) in Oran s ~609.940 prebivalci (2008), leži na dnu Telskega Atlasa. Alžirsko mesto Constantine s približno 464,219 prebivalci (2008) leži 80 km v notranjosti in neposredno v gorah na 650 metrih nadmorske višine. Številna manjša mesta in vasi so znotraj Tela; na primer, Chiffa je v soteski Chiffa.

## Geografija
Telski Atlas poteka vzporedno s sredozemsko obalo. Skupaj s Saharskim Atlasom na jugu tvori najsevernejšo od dveh bolj ali manj vzporednih verig, ki se proti vzhodu približujeta druga drugi in ostajata precej ločeni v zahodni Alžiriji in se zlivata v vzhodni Alžiriji. Na zahodnem koncu se konča pri pogorju Rif in Srednji Atlas v Maroku. Telski Atlas je tudi ločen fiziografski del večje province Atlaškega gorovja, ki je del večjega fiziografskega oddelka afriškega alpskega sistema.
Telski Atlas in Saharski Atlas tvorita dve naravni oviri, prvo proti Sredozemlju in drugo proti Sahari. Med njimi leži dolina Chelifa in različne manjše reke.
Južno od Telskega Atlasa je visoka planota Hautes Plaines (približno 1000 m nadmorske višine) z ravnim terenom, kjer se voda zbira v deževnem obdobju in tvori velika plitva slana jezera, ki postanejo soline, ko se posušijo. Kmetijstvo vključuje pašo ovc in koz na travi v bolje namočenih visokih planotah in nekaj kmetijstva; tam pridelujejo suhi ječmen.
Chelif je 725 km dolga reka z izvirom v Telskem Atlasu do izliva v Sredozemlje. Za Chelif je značilna izjemno rodovitna dolina. Druge pomembne reke, ki izvirajo v tem območju, so Medjerda in reka Seybouse. Od Telskega Atlasa proti jugu tečejo samo sezonski potoki.

## Podnebje in vegetacija
Telski Atlas ima tipično sredozemsko podnebje, toplo s suhimi poletji in blagimi, deževnimi zimami s snegom v višjih legah. Posledično so severna pobočja pogozdena z endemitom Abies numidica (alžirska jelka) ter atlaško cedro, borovcem in hrastom plutovcem. Poleti vroč, suh veter, široko, piha severno od Sahare čez Telski Atlas in povzroča prašne in suhe razmere vzdolž severne obale Afrike.
Kljub sušnemu podnebju je v regiji nekaj kmetijstva za ječmen in pšenico. Soteska Chiffa je znotraj Telskega Atlasa; ta lokacija je eden redkih preostalih habitatov za ogroženega primata, berberskega makaka (Macaca sylvanus).

## Zgodovina
Med francosko okupacijo Alžirije (1830–1962) je bil Telski Atlas zatočišče številnim borcem za svobodo.